# Liste der Monuments historiques in Saint-Goazec
Die Liste der Monuments historiques in Saint-Goazec führt die Monuments historiques in der französischen Gemeinde Saint-Goazec auf.

## Liste der Bauwerke
| Bezeichnung                   | Beschreibung | Standort               | Kennzeichnung | Schutzstatus | Datum | Bild           |
| ----------------------------- | ------------ | ---------------------- | ------------- | ------------ | ----- | -------------- |
| Alignement                    |              | Croas-an-Teurec (Lage) | PA00090413    | Classé       | 1924  |                |
| Menhire von Trimen            |              | (Lage)                 | PA00090412    | Classé       | 1914  | weitere Bilder |
| Allée couverte Castel-Ruffel  |              | (Lage)                 | PA00090414    | Classé       | 1914  | weitere Bilder |
| Château de Trévarez (Schloss) |              | Route de Laz (Lage)    | PA00090415    | Inscrit      | 2009  | weitere Bilder |
| Dolmen von Guernévez          |              | (Lage)                 | PA00090416    | Classé       | 1923  |                |
| Menhir von Mendy              |              | (Lage)                 | PA00090417    | Classé       | 1914  |                |

## Liste der Objekte
- Monuments historiques (Objekte) in Saint-Goazec in der Base Palissy des französischen Kultusministeriums